# Scutum (arma)

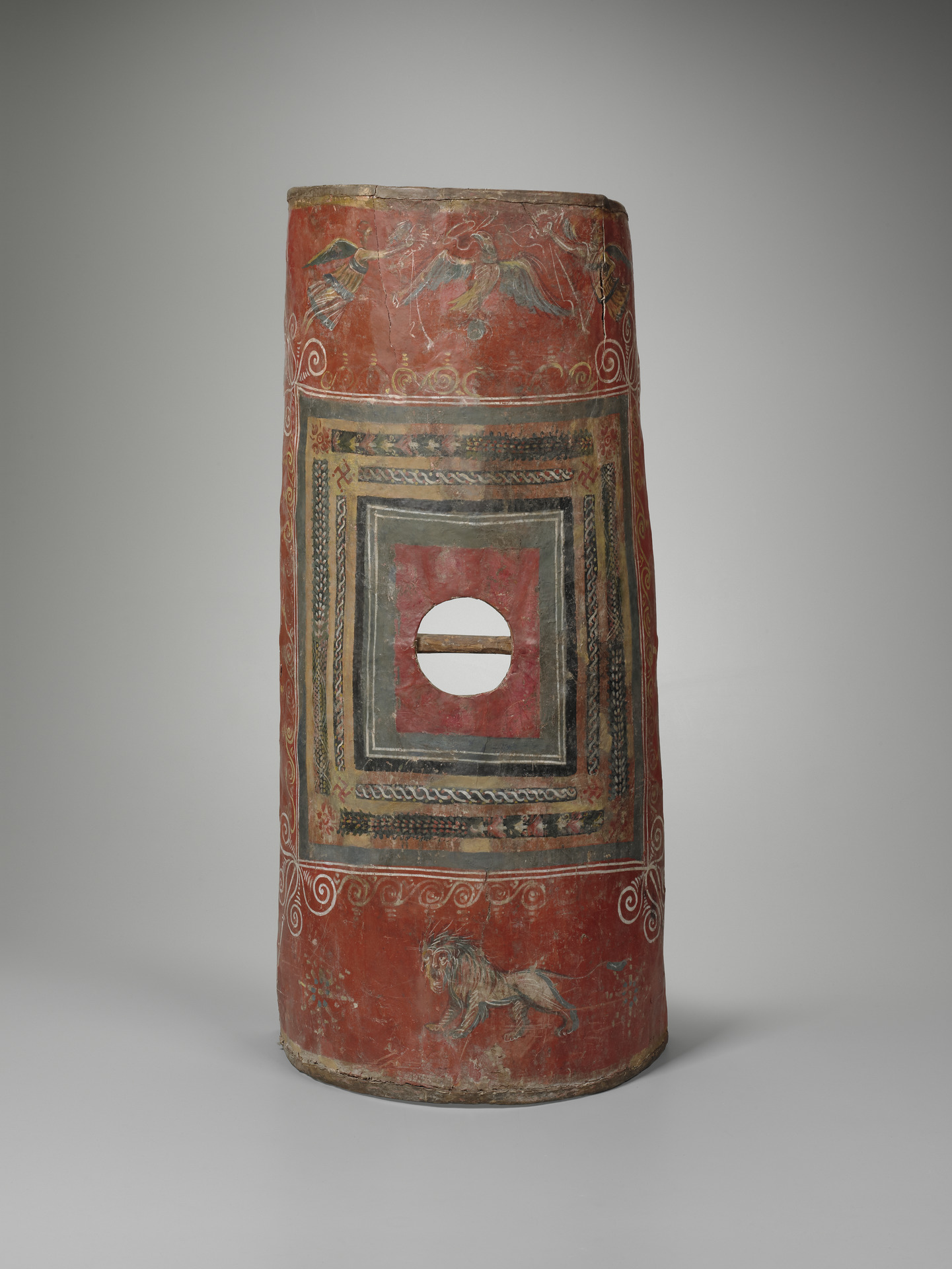
Lo scutum di Dura Europos, datato III secolo d.C.

Un tipico scudo legionario romano del I-II secolo

Lo scutum (da cui l'italiano scudo) era lo scudo usato dall'esercito romano per oltre dodici secoli (dalla data della fondazione della città, nel 753 a.C., fino alla caduta dell'Impero romano d'Occidente, nel 476). Tale arma subì numerose modifiche nella forma, nei materiali che lo componevano e nelle dimensioni. La sua funzione era quella di coprire il corpo del fante e del cavaliere romano dalle armi d'offesa del nemico. Una delle sue peculiarità fu quella di consentire l'adozione della formazione difensiva, chiamata "a testuggine".

## Storia

### Età regia
Il primo scudo usato dai Romani era di tipo argivo, come ci racconta Plutarco. In seguito fu abbandonato a vantaggio di quello sabino. La forma dello scudo usato fin dai tempi di Romolo, era rotonda e chiamata clipeus. Questo scudo fu probabilmente abbandonato quando ai soldati fu pagato per la prima volta lo stipendio, verso la fine del V secolo a.C..

### Età repubblicana
A partire dalla fine del V secolo a.C., con l'abbandono dello schieramento a falange di tipo ellenico, Hastati, Principes e Triari furono dotati di un nuovo tipo di scudo la cui forma fu sostituita con una ovale convessa, le cui dimensioni erano ora di due piedi e mezzo di larghezza e quattro in lunghezza. Lo spessore dell'orlo esterno poteva raggiungere il palmo. Questo scudo era per lo più formato da assi di legno, tenute insieme con colla di origine organica. La superficie esterna era poi ricoperta con uno strato di tessuto di lino prima e, finalmente, sopra un altro di cuoio di vitello. I bordi erano rafforzati da una lamiera di ferro, che lo rendeva più resistente a colpi di spada, nonché permettevano d'appoggiarlo a terra senza alcun danno. Al centro esterno era infine applicato un umbone a protezione dei colpi di pietra, di lancia e di tutti gli oggetti capaci di colpire il legionario.
Al contrario, la fanteria leggera (prima delle Leves e poi dei Velites) continuò ad adottare il tipico scudo rotondo, di tre piedi di diametro.

L'ara di Domizio Enobarbo del 113 a.C. con la rappresentazione del lustrum censorio. Numerosi legionari romani accompagnano la funzione ed indossano tipici elmi etrusco-corinzi e di Montefortino, loriche hamate e scuta ovali.

### Età imperiale

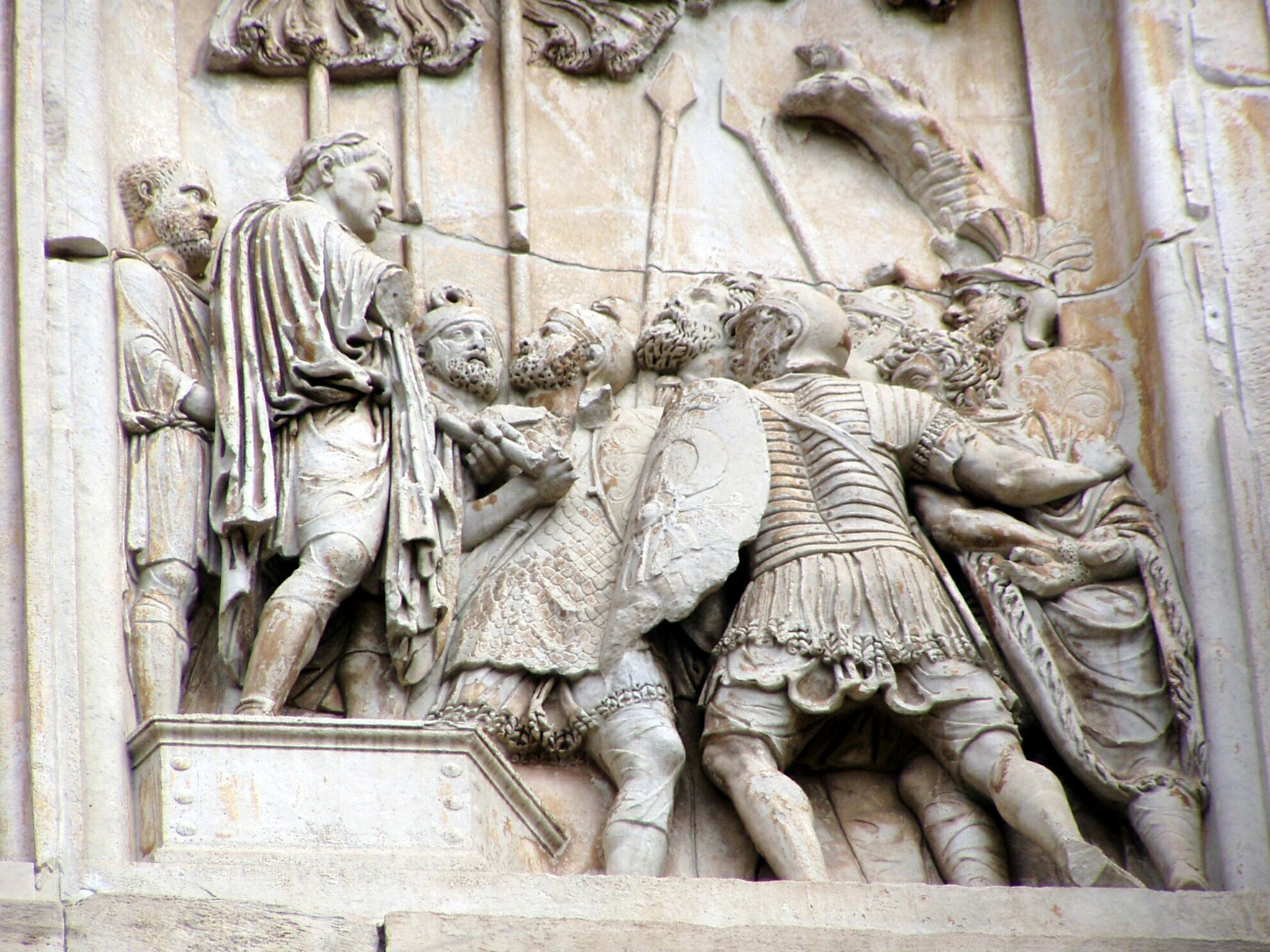
Lo scudo rappresentato in questo fregio (dell'epoca di Marco Aurelio), ora sull'arco di Costantino, apparterrebbe ad una delle due legioni Adiutrix di classiarii: legio I Adiutrix e legio II Adiutrix. Sullo sfondo (in alto a destra) l'elmo di un pretoriano.

Con l'inizio del I secolo l'armamento del legionario romano cambiò nuovamente, compreso lo scudo, ora di forma rettangolare, portante emblemi e nome della propria legione, incisi sullo stesso per identificare un'unità. L'unico esemplare conservato, proviene da Doura Europos ed è databile al III secolo. Era costituito da tre strati di sottili strisce di legno; la superficie interna era ancora rinforzata da altre simili strisce; al centro della più robusta parte centrale, era fissata l'impugnatura. All'esterno e corrispondente a questa, c'era una borchia metallica ed un umbone come ulteriore protezione. Il tutto era ricoperto di cuoio, sul quale era incollato uno strato di tela. I bordi invece, per tutto il I e II secolo erano di bronzo mentre successivamente, per ragioni economiche, tali bordi vennero fatti di cuoio, cucito nel legno. Al contrario le truppe ausiliarie, in particolare la loro cavalleria, quanto anche la cavalleria legionaria stessa, portavano di solito scudi di forma circolare od ogivale (parma o clipeus).

## Bibliografia

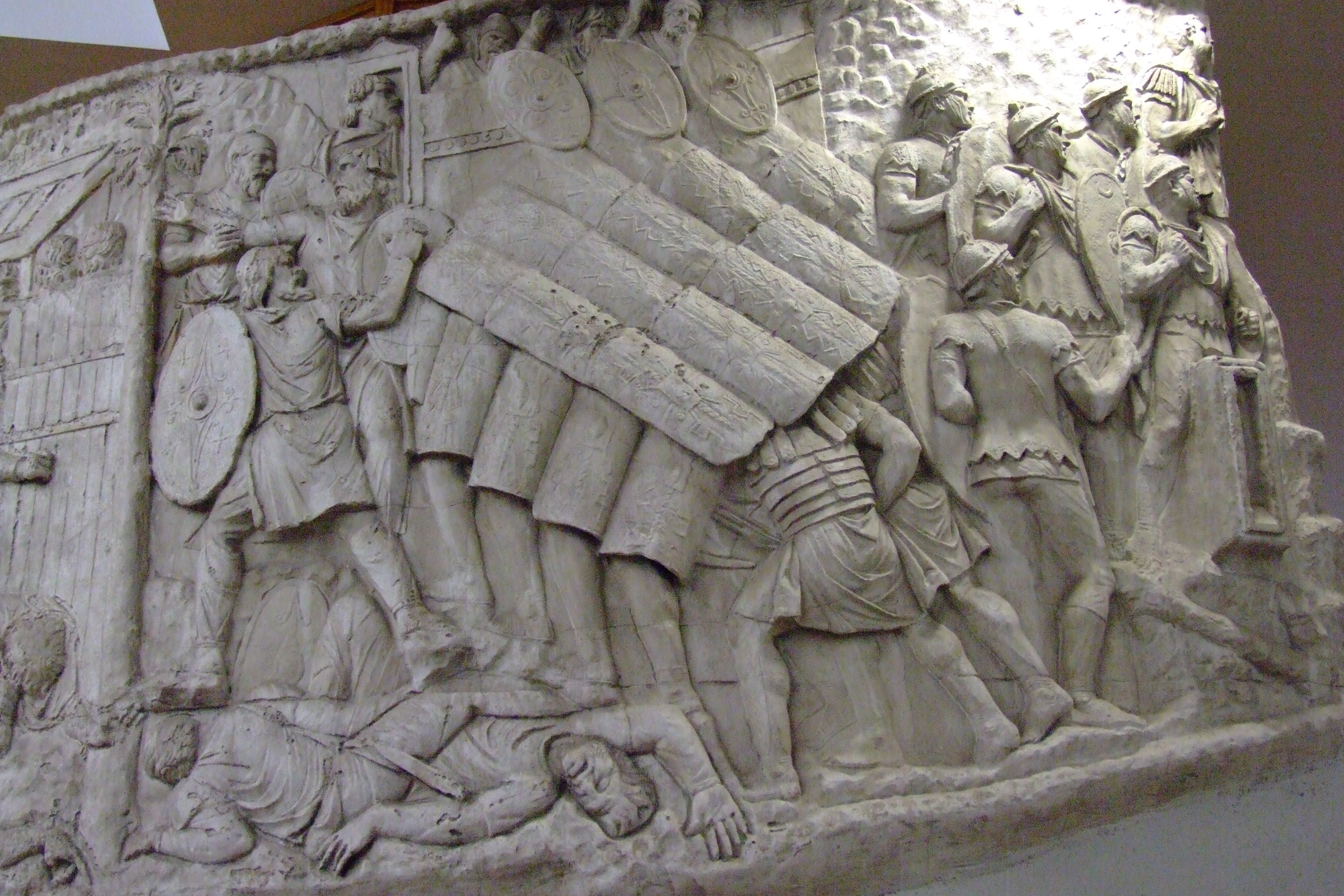
Formazione a testuggine rappresentata sulla Colonna Traiana (particolare)